# Habitatge al carrer Vic, 2 (Sant Hilari Sacalm)
L'Habitatge al carrer Vic, 2 és una obra de Sant Hilari Sacalm (Selva) inclosa a l'Inventari del Patrimoni Arquitectònic de Catalunya.

## Descripció
Edifici cantoner situat al carrer Valls, dintre del nucli urbà.
Consta de planta baixa, dos pisos, ràfec sobresortit i terrat (cobert amb uralita).
A la planta hi ha diversos locals comercials.
El més destacable de l'edifici són les dues tribunes pentagonals, amb unes falses pilastres, una dona al carrer Valls, i l'altre està situada just a la cantonada. Aquestes tribunes tenen cada una dues finestres i acaben amb una petita balustrada de pedra.
Totes les obertures són en arc pla i al seu voltant tenen pintada una llinda i brancals.
L'edifici està rematat amb un terrat amb barana de ferro i una uralita.
La façana està arrebossada i pintada.

## Història
Per les característiques de l'edifici es pot pensar en una datació entorn de finals del segle xix.